# 케메체구

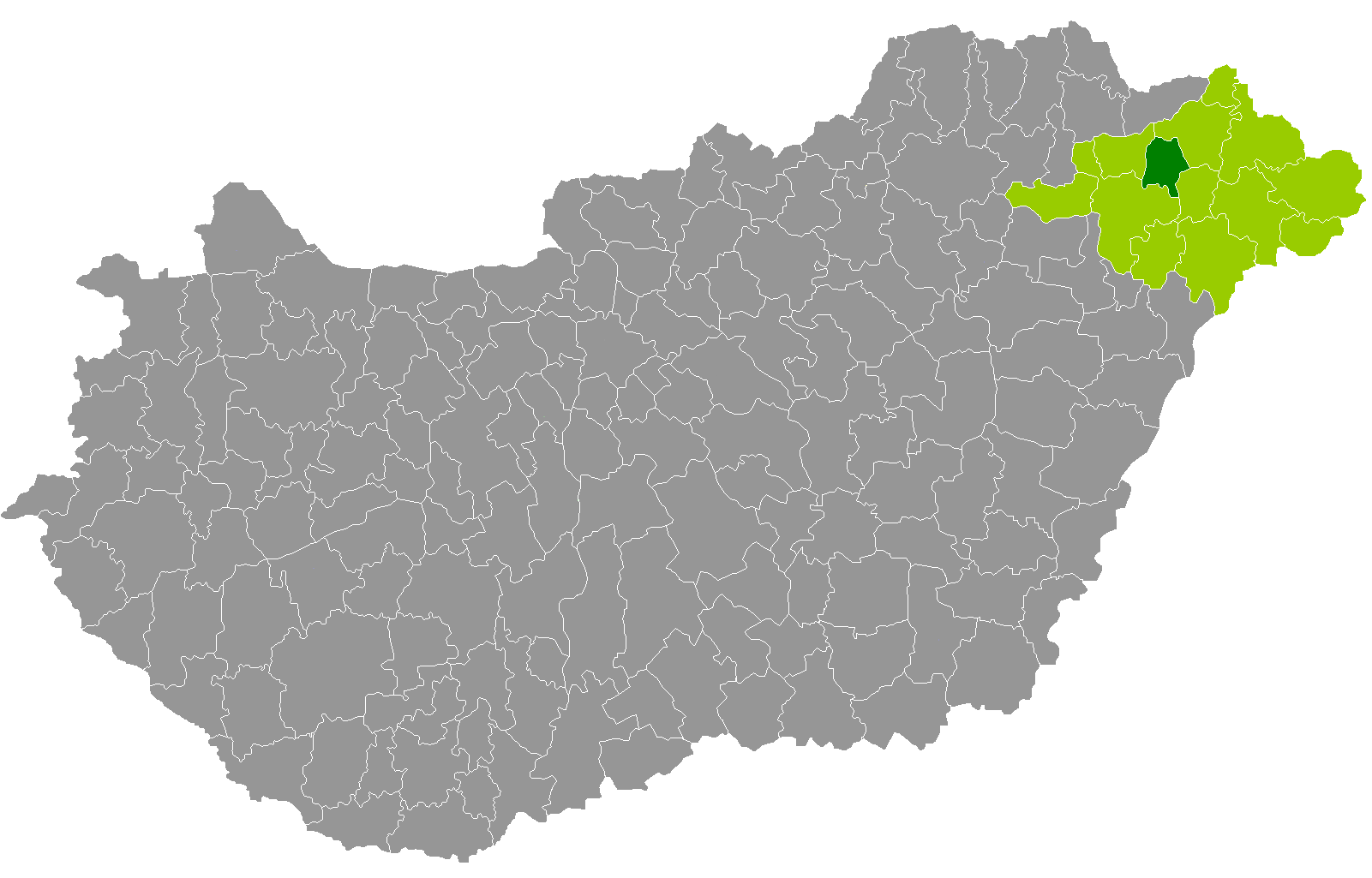
서볼치서트마르베레그주 지도에 표시된 케메체구의 위치

케메체구(헝가리어: Kemecsei járás)는 헝가리 서볼치서트마르베레그주에 위치한 구로 구청 소재지는 케메체이며 면적은 246.41km2, 인구는 22,066명(2011년 기준), 인구 밀도는 90명/km2이다.
북동쪽으로는 키슈바르더구, 남동쪽으로는 벅털로란트하저구, 남쪽으로는 니레지하저구, 서쪽으로는 이브라니구와 접한다. 11개 지방 자치체(2개 시, 9개 마을)를 관할한다.

구 문장